# Корпус бронированной машины с V-образным днищем

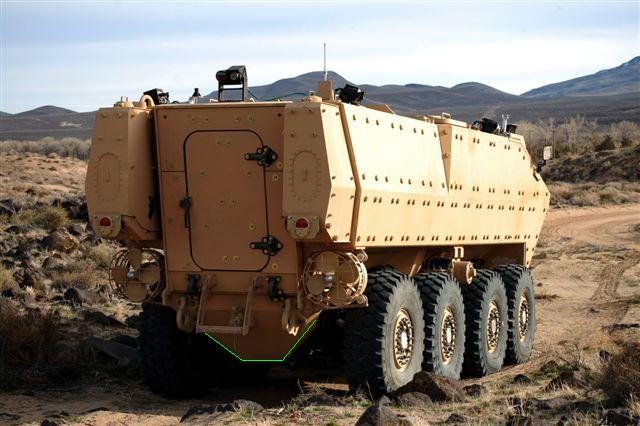
Бронекорпус с V-образным днищем опытного БТР Marine Personnel Carrier (контур днища выделен зелёным цветом).

Корпус бронированной машины с V-образным днищем — конструктивное решение, используемое на колёсных боевых бронированных машинах (ББМ), в частности бронетранспортерах (БТР), боевых машинах пехоты (БМП) и некоторых разведывательно-дозорных машинах. Впервые применено в 1970-е годы на колёсных БМП Ратель и Buffel, созданных южноафриканской компанией Land Systems OMC.

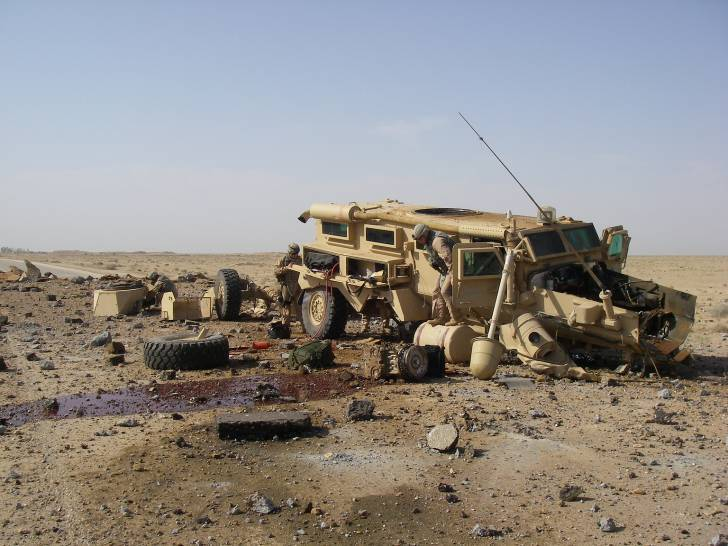
Бронеавтомобиль Cougar с V-образным днищем после подрыва самодельного взрывного устройства мощностью 150—250 кг под носовой частью (Ирак, 2007)

## Устройство и назначение
Целевым назначением бронекорпуса с V-образным днищем является увеличение противоминной стойкости и повышение выживаемости экипажа на поле боя за счёт отклонения в боковом направлении фугасного действия (импульса давления продуктов взрыва) при подрыве под корпусом машины мин различного назначения, либо самодельных взрывных устройств (по терминологии НАТО — IED, англ. Improvised explosive device). Такое решение, помимо перераспределения высвобождаемой энергии взрыва, обеспечивает увеличение дорожного просвета и высоты днища (пола боевого и десантного отделения), что одновременно сопровождается повышением центра тяжести машины и вероятности её опрокидывания. Кроме придания днищу бронекорпуса рациональных углов наклона, необходимым условием повышения противоминной стойкости является усиление самого днища за счёт увеличения толщины используемого бронелиста, либо конструктивным путём, например, выполнением бронекорпуса и днища W-образным (англ. Double V-Hull, DVH), как это реализовано на новой модификации БТР Stryker.
С необходимостью повышения противоминной стойкости ББМ периодически сталкиваются подразделения сухопутных войск, участвующих в различных локальных военных конфликтах, начиная от ограниченного контингента Советской Армии в Афганистане до коалиционных сил в Афганистане и Ираке. По данным Минобороны США, используемые в Афганистане взрывные устройства по мощности превосходят аналогичные, применявшиеся в Ираке.